# تشاد براون (مدرب خيول)
تشاد براون (بالإنجليزية: Chad Brown)‏ هو مدرب خيول أمريكي، ولد في 1977 في ميشنيسفيل في الولايات المتحدة.